# جون ماكاي شو
جون ماكاي شو (بالإنجليزية: John MacKay Shaw)‏ هو شخصية أعمال أمريكي، ولد في 1897، وتوفي في 1984.